# Acallidia
Acallidia is een geslacht van vlinders in de familie van de snuitmotten (Pyralidae). De wetenschappelijke naam van het geslacht werd voor het eerst geldig gepubliceerd in 1913 door Schaus.

## Soorten
- Acallidia dentilinea Schaus, 1913